# لادا ایسکرا
لادا ایسکرا (Лада Искра) یک خودروی کامپکت کوچک روسی دیفرانسیل جلو از آوتوواز است که در سال ۲۰۲۴ معرفی شد. این خودرو قرار است در نسخه‌های سدان، استیشن واگن و کراس‌اوور (استیشن کراس) عرضه شود.
ایسکرا بر اساس نسخه بومی‌سازی شده پلت‌فرم سی‌ام‌اف-بی رنو-نیسان ساخته شده‌است و قرار است در سال ۲۰۲۵ به فروش برسد.

## بررسی
خودروی لادا ایسکرا اولین بار در ۵ ژوئن ۲۰۲۴ در مجمع بین‌المللی اقتصادی سن پترزبورگ ارائه شد. پلت‌فرم سی‌ام‌اف-بی ال‌اس رنو-نیسان آن مهندسی معکوس شده و از نظر فنی مستقل است. زیرساخت الکترونیکی کاملاً بومی‌سازی شده و ۴۰۰ قطعه یدکی جدید اضافه شده است. این خودرو همچنین پایگاه داده خود را با شاخص XJO دارد. ایسکرا به عنوان یک «جایگزین» برای کیا پگاس در نظر گرفته شده و یک رقیب مستقیم برای هیوندای سولاریس (از سال ۲۰۲۴ - سولاریس اچ‌اس) است.
ایسکرا در ابتدا قرار بود جایگزین گرانتا شود، اما تولید دومی با این وجود به موازات ایسکرا و وستا ادامه یافت. به گفته رئیس کارخانه خودروسازی ولژسکی، ماکسیم سوکولوف، ایسکرا «از نظر فناوری کاملاً مستقل ایجاد شد». ظاهر این مدل توسعه بیشتری از زبان طراحی «ایکس-دیزاین» است که توسط طراح بریتانیایی سابق لادا، استیو متین ایجاد شده است که از سال ۲۰۱۱ تا ۲۰۲۰ در روسیه کار می‌کرد.
این خودرو در انواع سدان، استیشن واگن و کراس استیشن واگن موجود است.تولید برای فوریه ۲۰۲۵و فروش برای بهار ۲۰۲۵ برنامه‌ریزی شده است.

## ویژگی‌های فنی
لادا ایسکرا از موتورهای بنزینی ۱٫۶ لیتری VAZ-11182 (۸ سوپاپ) و VAZ-21127 (۱۶ سوپاپ) با قدرت ۹۰–۱۰۶ اسب بخار بهره می‌برد که با گیربکس دستی پنج یا شش سرعته یا با WLY CVT جفت شده است. در این خودرو این خودرو علاوه بر قطعات داخلی، از تولیدات چینی، ازبکستانی و ایرانی نیز استفاده شده است.
ابعاد خودرو مشابه رنو ساندرو است که قبلاً بخشی از اتحاد با لادا و نیسان بود - طول ۴۳۳۳ میلی‌متر، عرض ۱۷۷۷ میلی‌متر، ارتفاع ۱۵۱۷ میلی‌متر.
اورهنگ جلو ۸۲۰ میلی‌متر، اورهنگ عقب ۹۱۰ میلی‌متر، فاصله بین دو محور ۲۶۰۳ میلی‌متر، مسیر چرخ‌های جلو ۱۵۳۴ میلی‌متر و مسیر چرخ‌های عقب ۱۵۲۷ میلی‌متر است. فاصله لادا ایسکرا از زمین ۱۷۰ میلی‌متر.